# Nepytia swetti
Nepytia swetti är en fjärilsart som beskrevs av Barnes och Benjamin 1923. Nepytia swetti ingår i släktet Nepytia och familjen mätare. Inga underarter finns listade i Catalogue of Life.